# 奇々怪界あどばんす
『奇々怪界あどばんす』（ききかいかいあどばんす）は2001年10月5日発売発売されたゲームボーイアドバンス用のオリジナルソフト。開発はアルトロン株式会社。以前発売されたスーパーファミコン版の作品と比較すると、ステージ構成、アクションともに初代のアーケード版に回帰した作りとなっている。北米では"Pocky & Rocky with Becky"として発売された。

## 概要
復活したヤマタノオロチを封じるため、全7面+αを進むアクションシューティングゲーム。プレイヤーは小夜ちゃん、美紀ちゃん、魔奴狸（まぬけ）の3キャラクターの内1キャラを選択してプレイする。
ゲーム中に出てくるお札を取ることでキャラクターをパワーアップさせていく。道中は雨や雪、霧など、ゲームを盛り上げる各種エフェクトがふんだんに使用されており、ステージ最後には個性豊かな日本妖怪のボスキャラクターたちが登場する。
本作は、初代のアーケード版をベースに時代に合わせて各種アイテムやサブウェポンなどを加味した作りとなっており、道中のステージ構成、キャラクターのアクションなどに初代アーケード版へのオマージュが見える。

## ストーリー
昔々、「ヤマタノオロチ」というこの世に大いなる災いをもたらした伝説の悪蛇がいた。ヤマタノオロチは強大な妖力により多くの人々を傷つけ、苦しめた。その悪行に人々が恐怖し、絶望する中、勇敢な一人の巫女が立ち上がり、巫女はその身に宿した神通力により、激闘の末ようやく「ヤマタノオロチ」を封印することに成功した。
そして時は流れ、再び、強大で妖しい気配がこの世界を包んだ。その危機をいち早く察知した小夜ちゃんは、神の巫女としてヤマタノオロチを再度、封じ込めるため、旅立つことを決意する。そして、小夜ちゃんを慕う仲間たちも彼女を助けるため、一緒に行くことを決心した。こうして、2人の巫女と1匹のタヌキは、この世界に再び平和を取り戻すため、長く厳しい戦いに身を投じることとなった。

## アイテム
黄色・赤・紫の札3種は効果が重複せず、別種のアイテムを取ると効果が消える。
黄色のお札
お札の連射速度が上がる。取るたびに速度が上がる。
赤いお札
お札が貫通弾になる。
紫のお札
各キャラ固有のお札の特性に準じた効果が現れ、取る度に強化されていく。
青いお札
お札の射程が伸びる。他のパワーアップアイテムを取ってもこれの効果は消えない。
黄色の水晶玉
画面全体の敵を殲滅する。特定の場所をお払いすると出現する。
青の水晶玉
画面内の敵の動きを一定時間止める
鈴
取ると一定時間無敵になる。
仁王剣
取ると仁王像が出現し、近づいてきた敵を自動的に倒してくれる。
お払い棒
1UPアイテム。特定の場所で出現する。

## キャラクター
小夜ちゃん
かつてヤマタノオロチを封印した巫女。封印が解けて暴れだしたヤマタノオロチを再び封じるため、仲間と共に旅立つ。
お札の特性は「爆風」。敵を倒した時に出る爆風が周囲の敵を巻き込み、お札を重ねて取ると爆風が大きくなる。
美紀ちゃん
幼い頃に小夜ちゃんに助けられたことをきっかけに、見習い巫女として小夜ちゃんの下で働いている少女。
お札の特性は「拡散」。枚数を取るごとに投げるお札の枚数が増え、扇状に広がっていく。
ちなみに、元はディスクシステム版『奇々怪界 怒涛編』で登場した、CMでタイアップした元アイドル伊藤美紀の名前を冠した色違いの2Pキャラクター「美紀ちゃん」がモデルである。
魔奴化（まぬけ）
小夜ちゃんと大親友の化け狸。
お札の特性は「追尾」。木の葉を投げた後、相手を追いかける追尾性の木の葉が自動的に発射される。追尾性の木の葉の数が増えていく。

## 敵キャラクター
雑魚キャラクター
プカプカ
ボスキャラクター
ヤマタノオロチ